# Felix von Bredow
Felix von Bredow (* 1986 in Weilheim in Oberbayern) ist ein deutscher Schauspieler.

## Leben
Felix von Bredow absolvierte von 2008 bis 2012 sein Schauspielstudium am Max-Reinhardt-Seminar in Wien. Bereits während seines Studiums spielte er am Theater in der Josefstadt. Dort war er u. a. der Melchior Gabor in Frühlings Erwachen, an der Seite von Christian Erdt als Moritz Stiefel.
Nach seiner Ausbildung hatte er Theaterengagements am BAT-Theater Berlin und am Theater der Jugend (TdJ) in Wien. Ab 2012 spielte er regelmäßig am Vorarlberger Landestheater. Dort debütierte er in der Spielzeit 2012/13 als Diener Lane in Bunbury von Oscar Wilde. In der Spielzeit 2015/16 verkörperte er den Achilles in einer Neuinszenierung des Kleist-Stücks Penthesilea. Außerdem übernahm er in der Spielzeit 2015/16 den Güldenstern in Tom Stoppards Bühnenstück Rosenkranz und Güldenstern sind tot. In der Spielzeit 2016/17 war er der junge Adolf Hitler in George Taboris Theater-Groteske Mein Kampf.
Weitere Theaterverpflichtungen hatte er am Kammertheater Karlsruhe (2014) und am Theater Heilbronn (2016).
Felix von Bredow stand auch für einige Kino- und TV-Produktionen vor der Kamera. In dem deutschen Filmdrama Krieg (Alternativtitel: Fremder Feind) von Rick Ostermann, das im September 2017 im Rahmen der Filmfestspiele in Venedig seine Premiere hatte, übernahm von Bredow eine Nebenrolle als Polizist.
In der ZDF-Fernsehreihe Wilsberg spielte er im Fernsehfilm Wilsberg: Alle Jahre wieder (Erstausstrahlung: Dezember 2017) eine der Hauptrollen, als Stiefsohn eines angesehenen Münsteraner Richters, der sich aus finanzieller Not in die Planung eines Banküberfalls einlässt.
Außerdem hatte er Episodenrollen in den TV-Serien Hubert und Staller (2015), Der Alte (2015) und SOKO München (2016). In der 17. Staffel der TV-Serie Um Himmels Willen (2018) spielte von Bredow eine der Episodenhauptrollen als alkoholsüchtiger Freund und Sohn, an der Seite von Janina Hartwig, Alexandra Martini und Jutta Schmuttermaier. In der 19. Staffel der ZDF-Serie Die Rosenheim-Cops (2019) übernahm Felix von Bredow eine der Episodenrollen als tatverdächtiger Bereiter auf einem Nobelgestüt. In der 11. Staffel der TV-Serie Die Bergretter (2019) übernahm er eine Episodenrolle als junger Apotheker Benedikt Breitenstein, der, ohne Abschluss und ohne Zulassung, teure Zytostatika gestreckt hat. In der 4. Staffel der TV-Serie WaPo Bodensee (2020) übernahm er eine Episodenrolle als Informatikstudent und tatverdächtiger WG-Mitbewohner eines ermordeten Umweltaktivisten. In der 23. Staffel der ZDF-Krimiserie Die Rosenheim-Cops (2024) hatte er eine Episodenrolle als tatverdächtiger Verkaufsleiter eines Rosenheimer Matratzengeschäfts.
Felix von Bredow lebt in München.

## Filmografie (Auswahl)
- 2008: La Maledetta (Kurzfilm)
- 2014: München Mord: Die Hölle bin ich (Fernsehreihe)
- 2015: Hubert und Staller: Die Radieschen von unten (Fernsehserie, eine Folge)
- 2015: Der Alte: Innere Werte (Fernsehserie, eine Folge)
- 2016: SOKO München: Der verlorene Sohn (Fernsehserie, eine Folge)
- 2017: Krieg (Kinofilm)
- 2017: Wilsberg: Alle Jahre wieder (Fernsehreihe)
- 2018: Um Himmels Willen: Schuldgefühle (Fernsehserie, eine Folge)
- 2018: Winterherz – Tod in einer kalten Nacht
- 2019: Die Rosenheim-Cops: Der Schrank muss weg (Fernsehserie, eine Folge)
- 2019: Die Bergretter: Über den Wolken (Fernsehserie, eine Folge)
- 2020: Persischstunden (Kinofilm)
- 2020: WaPo Bodensee: Schutzlos (Fernsehserie, eine Folge)
- 2020: Reiterhof Wildenstein – Neuanfang (Fernsehreihe)
- 2020: Reiterhof Wildenstein – Der Junge und das Pferd (Fernsehreihe)
- 2022: In Wahrheit: Unter Wasser (Fernsehreihe)
- 2023: Der Alte: Der große Bruder (Fernsehserie, eine Folge)
- 2023: Tatort: Avatar (Fernsehreihe)
- 2024: Die Rosenheim-Cops: Da haben sie den Salat (Fernsehserie, eine Folge)
- 2024: Kati – Eine Kür, die bleibt (Fernsehfilm)